# Мостич
 Тази статия е за прабългарския държавник и военачалник.  За селото в област Шумен вижте Мостич (село).  
Чъргубилят Мо̀стич (на старобългарски: Мостичь) е висш държавен сановник и военачалник при царете Симеон I и Петър I. Води войски по времето, когато България е с най-обширна територия.
Титлата му чъргубиѝл(а/я) представлява славянизирана форма на известната от по-ранни паметници прабългарска титла „ичиргу боила“, която вероятно е означавала „началник на столичния гарнизон“.

## Биография
Чъргубилят Мостич живее по време на царуването на българските средновековни владетели Симеон I и Петър I. Вероятно предвожда воините при река Ахелой или под стените на Константинопол. В зряла възраст (80-годишен), подобно на Борис I, става монах.
Гробът му е открит от археолога проф. Станчо Ваклинов при разкопки в наричаната днес на него Църква на Мостич в местността Селище във Велики Преслав през 1952 г. По останките в гроба се съди, че е бил висок 165 – 170 см. Образът му е възстановен от антрополога проф. Йордан Йорданов по намерения в гроба му череп.
На чъргубиля е наименуван хълмът Мостич (Mostich) на о-в Ругед (Rugged) от Южните Шетландски острови в Антарктика.

## Надгробие
Сведенията за чъргубиля идват от надписа върху надгробната плоча на Мостич, съхранявана днес в Националния археологически музей в София. Епитафът му гласи:
Оригинал на старобългарски
| „ | Сьде лежитъ Мостичь чрьгѹбꙑлꙗ бꙑвꙑи пр(и) Сѵмеонѣ цр҃и и при Петрѣ цр҃и ос(м)иѭ же десѧть лѣтъ сꙑ оставивъ чрьгѹбꙑльство і вьсе імѣниѥ бꙑстъ чрьноризьць ї въ томь сьврьши жизнь своѭ. | “ |

Превод на новобългарски
| „ | Тук почива Мостич, който бе чъргубиля при цар Симеон и при цар Петър. А на осемдесет години, оставяйки чъргубилството и всичкото си имущество, стана черноризец и така свърши своя живот. | “ |

Надписът е сред най-ранните източници, споменаващи монархическата титла цѣсарь (цар).